# Örn Clausen
Örn Clausen   (Reykjavík, 8 de novembre de 1928 - Reykjavík, 12 de desembre de 2008) fou un atleta islandès, especialista en el decatló, que va competir en els anys posteriors a la fi de la Segona Guerra Mundial. Era germà bessó del també esportista Haukur Clausen.
El 1948 va prendre part en els Jocs Olímpics d'Estiu de Londres, on disputà dues proves del programa d'atletisme. Fou dotzè en la prova del decatló, mentre en la dels 100 metres quedà eliminat en sèries.
En el seu palmarès destaca una medalla de plata en la prova del decatló al Campionat d'Europa d'atletisme de 1950, rere Ignace Heinrich. Durant la seva carrera esportiva aconseguí el rècord nacional del decatló i els 110, 200 i 400 metres tanques.
El 1953 es llicencià en dret per la Universitat d'Islàndia i el 1957 obrí el seu propi gabinet d'advocats. Va exercir la seva carrera jurídica fins al 2007.

## Millors marques
- 110 metres tanques: 14,7" (1951)
- 400 metres tanques: 54,7" (1951)
- Decatló. 7.453 punts (1951)[5]